# Akropolis-Turnier

Teilnehmerstaaten aller bisherigen Turniere

Beim Akropolis-Turnier handelt es sich um ein Basketballturnier für Nationalmannschaften, das zu den prestigeträchtigsten seiner Art gehört. Organisiert wird das jährlich in Griechenland ausgetragene Turnier vom griechischen Basketballverband (EOK).

## Geschichte
Das Akropolis-Turnier wird seit 1986 jährlich in Athen ausgetragen. Einzige Ausnahmen waren die Jahre 1991, als anlässlich der Hundert-Jahr-Feier des Basketballs die FIBA mit dem griechischen Basketballverband zusammen ein Turnier austrugen, sowie 2012, 2014, 2016, 2018 und 2020. Austragungsstätten der Spiele waren bisher das Stadion des Friedens und der Freundschaft in Piräus, die Sporthalle in Glyfada sowie die Olympiahalle in Athen. Bis heute haben 31 Nationen bzw. Mannschaften am Wettbewerb teilgenommen, von denen sechs das Turnier gewannen. Bisheriger Rekordsieger ist die griechische Nationalmannschaft, die das Turnier bereits 19-mal gewinnen konnte. Bei bisher drei Teilnahmen (1996, 1997, 2005) erreichte Deutschland jeweils den vierten Platz.
Für die griechische Nationalmannschaft ist das Akropolis-Turnier in der Regel das letzte Turnier vor den Olympischen Spielen bzw. Europa- oder Weltmeisterschaft, an dem die Auswahl teilnimmt.

## Modus
Das Turnier ist Nationalmannschaften vorbehalten. Vereinzelt nehmen jedoch auch Auswahlmannschaften der amerikanischen Ligen am Wettbewerb teil. Beim Turnier starteten stets vier Mannschaften, die in einem „Jeder gegen jeden“-Modus drei Spiele austragen. Der Tabellenführer nach dem dritten Spieltag ist der Gewinner des Turniers. Eine Ausnahme gab es im Jahr 1994, als fünf Mannschaften am Akropolis-Turnier teilnahmen. Seit dem Jahr 2023 haben nur noch drei Mannschaften am Akropolis-Turnier teilgenommen.

## Austragungsstätten
Am häufigsten, nämlich zwanzigmal, fand das Turnier bisher in der Athener Olympiahalle statt, die die größte Sportarena Griechenlands darstellt. An zweiter Stelle folgt mit zehnmal das in Piräus befindliche „Stadion des Friedens und der Freundschaft“. Lediglich dreimal wurde das Akropolis-Turnier in der deutlich kleineren Sporthalle in Glyfada im Süden Athens ausgetragen.
| Zeitraum  | Sporthalle                                |
| --------- | ----------------------------------------- |
| 1986–1989 | Stadion des Friedens und der Freundschaft |
| 1990      | Sporthalle Glyfada                        |
| 1992–1994 | Stadion des Friedens und der Freundschaft |
| 1995–1996 | Olympiahalle Athen                        |
| 1997      | Stadion des Friedens und der Freundschaft |
| 1998      | Olympiahalle Athen                        |
| 1999      | Stadion des Friedens und der Freundschaft |
| 2000–2002 | Olympiahalle Athen                        |
| 2003–2004 | Sporthalle Glyfada                        |
| 2005–2023 | Olympiahalle Athen                        |
| 2024      | Stadion des Friedens und der Freundschaft |

## Bisherige Ergebnisse
| Jahr | Gold             | Silber                 | Bronze             | 4. Platz                | 5. Platz         |
| ---- | ---------------- | ---------------------- | ------------------ | ----------------------- | ---------------- |
| 1986 | Jugoslawien      | Italien                | Griechenland       | Niederlande             |                  |
| 1987 | Jugoslawien      | Griechenland           | Tschechoslowakei   | Kanada                  |                  |
| 1988 | Jugoslawien      | Griechenland           | Italien            | Duke University         |                  |
| 1989 | Griechenland     | Italien                | Vereinigte Staaten | Niederlande             |                  |
| 1990 | Argentinien      | Griechenland           | Tschechoslowakei   | Volksrepublik China     |                  |
| 1991 | keine Austragung | keine Austragung       | keine Austragung   | keine Austragung        | keine Austragung |
| 1992 | Griechenland     | Litauen                | Italien            | Frankreich              |                  |
| 1993 | Griechenland     | Bulgarien              | Russland           | Vereinigte Staaten      |                  |
| 1994 | BR Jugoslawien   | Russland               | Griechenland       | Italien                 | Argentinien      |
| 1995 | BR Jugoslawien   | Griechenland           | Vereinigte Staaten | Slowenien               |                  |
| 1996 | Griechenland     | Vereinigte Staaten     | Italien            | Deutschland             |                  |
| 1997 | Italien          | Griechenland           | Frankreich         | Deutschland             |                  |
| 1998 | Griechenland     | NCAA-Auswahl           | Polen              | Japan                   |                  |
| 1999 | Griechenland     | Italien                | Australien         | Russland                |                  |
| 2000 | Griechenland     | Russland               | Brasilien          | Ungarn                  |                  |
| 2001 | Italien          | Griechenland           | BR Jugoslawien     | Litauen                 |                  |
| 2002 | Griechenland     | Litauen                | Italien            | Kroatien                |                  |
| 2003 | Griechenland     | Slowenien              | Polen              | Israel                  |                  |
| 2004 | Litauen          | Griechenland           | Italien            | Brasilien               |                  |
| 2005 | Griechenland     | Serbien und Montenegro | Italien            | Deutschland             |                  |
| 2006 | Griechenland     | Frankreich             | Kroatien           | Italien                 |                  |
| 2007 | Griechenland     | Litauen                | Slowenien          | Italien                 |                  |
| 2008 | Griechenland     | Brasilien              | Australien         | Kroatien                |                  |
| 2009 | Griechenland     | Serbien                | Litauen            | Russland                |                  |
| 2010 | Griechenland     | Serbien                | Slowenien          | Kanada                  |                  |
| 2011 | Italien          | Griechenland           | Bulgarien          | BYU                     |                  |
| 2012 | keine Austragung | keine Austragung       | keine Austragung   | keine Austragung        | keine Austragung |
| 2013 | Griechenland     | Litauen                | Italien            | Bosnien und Herzegowina |                  |
| 2014 | keine Austragung | keine Austragung       | keine Austragung   | keine Austragung        | keine Austragung |
| 2015 | Griechenland     | Türkei                 | Litauen            | Niederlande             |                  |
| 2016 | keine Austragung | keine Austragung       | keine Austragung   | keine Austragung        | keine Austragung |
| 2017 | Georgien         | Serbien                | Griechenland       | Italien                 |                  |
| 2018 | keine Austragung | keine Austragung       | keine Austragung   | keine Austragung        | keine Austragung |
| 2019 | Serbien          | Griechenland           | Türkei             | Italien                 |                  |
| 2020 | keine Austragung | keine Austragung       | keine Austragung   | keine Austragung        | keine Austragung |
| 2021 | Serbien          | Griechenland           | Puerto Rico        | Mexiko                  |                  |
| 2022 | Griechenland     | Polen                  | Türkei             | Georgien                |                  |
| 2023 | Italien          | Serbien                | Griechenland       |                         |                  |
| 2024 | Griechenland     | Montenegro             | Bahamas            |                         |                  |

## Ewige Bestenliste
| Rang | Nation                   | Gold | Silber | Bronze | 4. Platz | 5. Platz | Teilnahmen |  |
| ---- | ------------------------ | ---- | ------ | ------ | -------- | -------- | ---------- |  |
| 1    | Griechenland             | 19   | 10     | 4      | 0        | 0        | 33         |  |
| 2    | Serbien *                | 7    | 5      | 1      | 0        | 0        | 13         |  |
| 3    | Italien                  | 4    | 3      | 7      | 5        | 0        | 19         |  |
| 4    | Litauen                  | 1    | 4      | 2      | 1        | 0        | 8          |  |
| 5    | Georgien                 | 1    | 0      | 0      | 1        | 0        | 2          |  |
| 6    | Argentinien              | 1    | 0      | 0      | 0        | 1        | 2          |  |
| 7    | Russland                 | 0    | 2      | 1      | 2        | 0        | 5          |  |
| 8    | Türkei                   | 0    | 1      | 3      | 0        | 0        | 4          |  |
| 9    | Slowenien                | 0    | 1      | 2      | 1        | 0        | 4          |  |
|      | Vereinigte Staaten       | 0    | 1      | 2      | 1        | 0        | 4          |  |
| 11   | Polen                    | 0    | 1      | 2      | 0        | 0        | 3          |  |
| 12   | Brasilien                | 0    | 1      | 1      | 1        | 0        | 3          |  |
|      | Frankreich               | 0    | 1      | 1      | 1        | 0        | 3          |  |
| 14   | Bulgarien                | 0    | 1      | 1      | 0        | 0        | 2          |  |
| 15   | NCAA-Auswahl             | 0    | 1      | 0      | 0        | 0        | 1          |  |
|      | Montenegro               | 0    | 1      | 0      | 0        | 0        | 1          |  |
| 17   | Tschechoslowakei         | 0    | 0      | 2      | 0        | 0        | 2          |  |
|      | Australien               | 0    | 0      | 2      | 0        | 0        | 2          |  |
| 19   | Kroatien                 | 0    | 0      | 1      | 2        | 0        | 3          |  |
| 20   | Puerto Rico              | 0    | 0      | 1      | 0        | 0        | 1          |  |
|      | Bahamas                  | 0    | 0      | 1      | 0        | 0        | 1          |  |
| 22   | Deutschland              | 0    | 0      | 0      | 3        | 0        | 3          |  |
|      | Niederlande              | 0    | 0      | 0      | 3        | 0        | 3          |  |
| 24   | Kanada                   | 0    | 0      | 0      | 2        | 0        | 2          |  |
| 25   | Volksrepublik China      | 0    | 0      | 0      | 1        | 0        | 1          |  |
|      | Brigham Young University | 0    | 0      | 0      | 1        | 0        | 1          |  |
|      | Duke University          | 0    | 0      | 0      | 1        | 0        | 1          |  |
|      | Israel                   | 0    | 0      | 0      | 1        | 0        | 1          |  |
|      | Japan                    | 0    | 0      | 0      | 1        | 0        | 1          |  |
|      | Ungarn                   | 0    | 0      | 0      | 1        | 0        | 1          |  |
|      | Bosnien und Herzegowina  | 0    | 0      | 0      | 1        | 0        | 1          |  |
|      | Mexiko                   | 0    | 0      | 0      | 1        | 0        | 1          |  |

- Serbien ist rechtlicher Nachfolger von Serbien und Montenegro bzw. Jugoslawien.

## Auszeichnungen
Zwischen 1996 und 2013 wurde beim Akropolis-Turnier der MVP ausgezeichnet. Der Italiener Carlton Myers und Gregor Fučka war dabei der einzige Spieler der diese Auszeichnung bekommen hat und nicht aus Griechenland stammt. Nach dem Turnier im Jahr 2013 wurde die Auszeichnung zum MVP nicht mehr verliehen.
| - 1996: Theofanis Christodoulou - 1997: Carlton Myers - 1998: Efthimios Rentzias - 1999: Georgios Sigalas - 2000: Fragiskos Alvertis - 2001: Gregor Fučka - 2002: Antonios Fotsis - 2003: Nikolaos Chatzivrettas - 2004: Nikolaos Chatzivrettas - 2005: Dimitrios Diamantidis | - 2006: Dimitrios Diamantidis - 2007: Vasilios Spanoulis - 2008: Antonios Fotsis - 2009: Vasilios Spanoulis - 2010: Sofoklis Schortsanitis - 2011: Antonios Fotsis - 2013: Nikolaos Zisis |